# 合作住宅

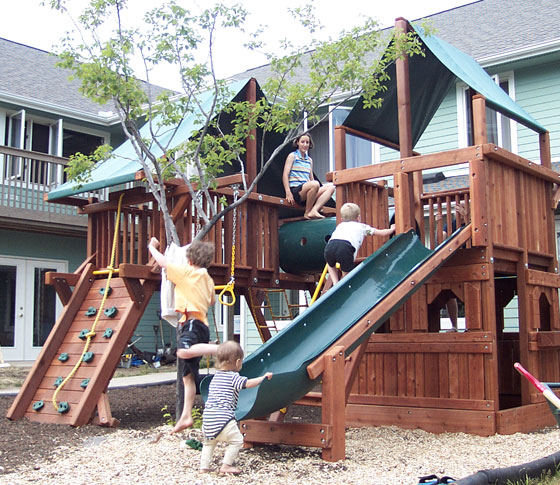
共同住宅社區中的遊樂場。

合作住宅（cohousing），亦有翻譯為「共同住宅」，非單純指合作社，而是取其強調合作互助之精神，相較於其他名詞（共同、共用）更為貼切。泛指一群有相同理念的人，組織集合在一起，共同合作創建共居的房屋、社區，並合作處理居住的事物及共享部分建築內設施。

## 理念
泛指由一群志同道合者為實現共住理念，透過共同合作過程，包含組織、集資、參與規劃設計、興建、自我營運等興辦過程，打造真正符合其居住需求及價值理想的意向型社區(intentional community)。

### 合作住宅的內涵[2]
由居民自己打造社區，發展共融的居住環境，提升生活品質，既重視集體合作，也強調自管理自主。居民們認同「社區導向」的生活方式，透過集體規劃管理來推動社區事務，在日常生活中互相扶持。
就各國發展實踐脈絡來看，合作住宅有多重的內涵與形式，可先由其英文「Co」這個字根談起，就脈絡上可包含以下解釋：
| 概念                          | 內涵 |
| ----------------------------- | --- |
| “Co”operative合作             | 住宅合作社，以合作為基礎的規劃、設計、營運，合作與分工，會員制度，兼顧生產、生活、生態的合作模式                                                     |
| “Co”llaborative 協力          | 協力設計，協力營造，協力經營，協力照護，協力生產，協力維護日常環境                                                                                   |
| “Co”mmunity oriented 社區導向 | 社區鄰里感，以居民為主體及家園導向的規劃設計，公共空間與私密空間的層次交織，社區居民參與，社區共享空間的經營，日常生活的往來交流，社區自治組織的運作 |
| “Co”llective 集體             | 由個體而集體，集體決策的機制，集體間的個別差異，集體共有，民主及參與，集體意識與集體記憶，集體而成為一整體                                           |
| “Co”mmon 共同                 | 共同管理，共同空間的社區作用，共同廚房與餐廳，共同菜園果園花園，共同價值與共識，共同意向                                                             |

#### 運作模式
1. 意向型社群：「人」是合作住宅的關鍵，彼此間有共同的理念價值，是合作共住的前提，即住戶組成先於住宅興建，並據此建構該社區的核心價值與居住特色。
2. 合作參與過程：住戶成員合作參與到住宅生產的整個過程中,包括集資、規劃設計、興建、營運管理等,落實居住成本可負擔,共有設施的使用共享,以及個人家戶空間滿足每位居民的使用需求。
3. 民主決策制度：儘管一個合作居住社區可能由一兩個核心人物發起,但是隨著越來越多人的加入,每個人都會根據他的專長和興趣而承擔起一些責任,沒有任何一個人是另一個人的領導者,不可以由誰說了算。即從規劃設計、營運管理、乃至社區活動辦理等,決策經由民主方式來達成,包括討論會議、投票制等方式。

#### 居住價值
1. 經濟性取向：強調居住價格的可負擔性,以及住宅不是炒作商品，讓一般中下階層可以穩定居住，如產權共有、土地信託、自力建屋等機制。
2. 社會性取向：基於會應社會家庭結構轉變之需求與課題,尋求透過合作共住，營造人際關連與社群共感。例如：老人住宅、身心障礙住宅、女性住宅等。
3. 共享性取向：住宅的規劃與運營重視共享，硬體上會設置共享空間(如廚房、洗衣間、客房)，軟體上強調彼此互助(如長者關懷、兒童照顧、環境整理、共煮共餐等)。

### 合作住宅優勢

#### 因應社會結構變遷的居住需求
伴隨著社會結構的改變，特別是高齡化、家戶孤獨化，居住需求的對象也對應改變，合作住宅有其潛力做為居住的選擇之一。
在歐洲，互助共老的社區是合作住宅的重要類型。透過意向型社群的組織，打造優質的老年退休生活。位於斯德哥爾摩的須盡歡老年公寓，由政府提供社會住宅徵選年長者入住。入住者必須自我組織，共43戶，住戶約50人，其中70歲以上、以下各占一半，78%為女性，是一個相當成功且著名的中高齡共老合作住宅。
而在台灣，鄉村地區人口稀少老化，量能不足，但都市地區過度密集，人與人的關係疏離，無法相互協助扶持，造成政府社福資源過度支出，血緣的關係無法再支撐起最低限度的安全網。高齡互助的共住形式是未來可發展的模式之一。
因為快速的都市化以及鄉村人口減少，社會的孤獨化與原子化現象加劇。在歐洲，許多城市的單身(或無子女)家戶超過一半以上。德國柏林的ID22創造性永續協會 （页面存档备份，存于）認為，政府的社會福利系統對於解決社會孤獨化的效果有限，應培力民間自我組織各種社群，建立人際網絡的相互照應關係。社會網絡的極致發展，就是合作住宅。也就是說，合作住宅是解決社會孤獨化，提供民眾一個自我組織的可行模式之一。

#### 居住可負擔的另一種模式
合作住宅講求自我組織（self-organized）與自我協助(self-help)，也就是省去生產中介者（開發商）的利潤，由居民自行參與規劃過程，並尋求建築師與營造廠提供專業協助，中間的過程較冗長，但總體成本較低。因此，居住可負擔亦是合作住宅發展的另一動力。

## 歷史
亞洲方面類似此理念者，在日本稱之為共居社區（或協同住宅），歷史亦有百年之久。1921年至1972年，《住宅組合法》透過中央的法律、政策等制度層面，解決戰後住宅存量不足的危機；1970年代之後，建築師等專業者推動了新一波合作住宅運動；近期則是以民間企業為主，在大都市周圍興建合作住宅，形成另一種商品化的住宅選擇。
此外，南韓為回應社宅汙名標籤化及經濟社會變遷之屋荒需求，近年也積極推動合作住宅，被規定於韓國土地部門之「Housing welfare Road map」，作為一項重要推展工作。韓國政府除提供政策協助外，同時亦責成區政府（如首爾市轄下有25 個區政府）對於政策補貼之合作住宅案進行營建方面的監督考核，並要求受補貼協助的興辦者備妥相關文件證明有妥善運用這些補貼。2015-2018年首爾首都圈政府目標提供1,445個社區型導向之合作住宅單元。

## 營運模式
合作住宅的目的在於經由參與者的共識與合作，透過集體的力量打造出一個可負擔、具認同感、可運營的的居住社區。

### 組織形態
不同的建造組織反映合作住宅的性質和特色，就各國實際經驗來看，成員的參與及決策伴隨著對開發工作投入能量與風險的評估，通常具有兩種取向：

#### 住戶主導型
由社區成員組成核心團體（core group），參與開發過程從選址、確定目標、社區設計、專案資金籌措、到興建管理各環節的所有事務。最符合「合作住宅」概念初衷，早期北歐地區的社區大多採用這種策略，它未必立案為任何形式，抽象上可稱之為住宅共同體，為住宅合作啟動之重要基石。

#### 業者主導型
由供應住宅之制度化專業組織，如合作社、建商等擔任該住宅計畫主導角色，住戶只需按照專業者所安排好的計畫方案作配合性的參與。即住戶放棄若干步驟參與及決策權力，換取降低融資風險並縮短開發時間。

#### 法人型態
產權共有與產權租用的合作住宅研究之範圍界定，其組織型態必然不同於台灣習見「公寓大廈委員會」這種由私權人（區分所有權人）組成之法人，也不會是市場上由個人或營利公司作為房東房客關係。就國外經驗來看，組織的型態含有多種可能，例如住宅合作社、社會企業、跨組織合作等。
此外，須補充說明的是，合作住宅在類型上認定寬廣，其與住宅合作社的關係劃定並非絕對。亦即，合作住宅運作主體不限於住宅合作社，但住宅合作社是合作住宅運作的重要類型之一。合作住宅產權型態不限於住戶共同持有，但住宅合作社的共有型態是實現穩定居住且非營利取向的常見選擇。住宅合作社核心動力為「合作經濟」模式居住可負擔性，合作住宅則進一步強調意向型社群組成，以及住戶直接參與住宅生產與管理。
|          | 住宅共同體           | 住宅合作社           | 企業法人                     |
| -------- | -------------------- | -------------------- | ---------------------------- |
| 住宅生產 | 住戶（消費端）主導   | 住戶（消費端）主導   | 經營者主導                   |
| 住宅營運 | 住戶共同管理         | 社員共同管理         | 租（企業）、售（所有權人）   |
| 住宅價格 | 低於市價（利潤共享） | 低於市價（利潤共享） | 較低於市場（視獲利要求設定） |
| 炒作疑慮 | 低（據內部規範）     | 低（合作社內部規範） | 出租可，出售不易規範         |
| 住戶特性 | 理念、認同度高       | 理念、認同度高       | 視情況                       |
| 參與程度 | 高                   | 高，視教育而定       | 有限                         |
| 風險承擔 | 共同                 | 共同                 | 企業為主                     |

### 財產制度
一般而言，合作住宅的產權模式包括：私有、共有和租用等三種。這三類共同點是，都是找尋志同道合的夥伴共同打造社區，然由於產權是資本主義房產體系運作之重要關鍵，不同產權型態的合作住宅，基本上也反映住戶的凝聚以及對於未來經營的想像。

#### 私有財產取向
即募集居民的過程擁有共同意象且規劃過程中居民仍可參與，但是社區興建完成之後，產權登記於個人名下，無法限制轉賣，一旦流入市場，社區關係將難以維繫。因此，就國際發展經驗來看，絕大多數合作住宅都認為市場化（地租）會危害弱化共居之理念，不傾向採用此模式。不過放在高度強調私有產權的台灣來說，相對於市場購屋的住戶原子化、疏離關係，此模式仍有一定進步性，操作上就前期招募成員過程或許也會更為容易。

#### 共有財產取向
共有財產模式是合作住宅的極致及理想，透過意向型社群的打造，居民集體共同持有全部財產。財產登記於集體（如公司或合作社）名下，居民僅有相對應的股份。由於台灣的住宅市場長期以私有財產權的運作為主，共有產權的管制以及運作是重大的挑戰。為了達到一定的共識，其所需的時間較長，但未來社區事務的運作將較為流暢。由於產權不得私自轉讓，當有居民想遷出時，必須將股份賣回給組織或找尋到下一位組織認可者，所以永續社區營運是可能的，更可避免住宅流入私有市場炒作牟利。同時，社區的運作也將是民主的決策模式，並不會因為個別住戶的意志而左右，是最理想的合作住宅模式。

#### 產權租用取向
另有租用的模式可供思考。即透過徵選與媒合，找尋共同願意承租的租戶，成立負責經營的法人組織，向政府或民間承租土地房舍。此模式可實現共享與社區永續，由於運作的是法人組織，租戶流動亦不會影響社區運作。
|      | 私有                                     | 共有                                     | 租用                                     |
| ---- | ---------------------------------------- | ---------------------------------------- | ---------------------------------------- |
| 成員 | 意向型社群（徵選／媒合），有共同理念想法 | 意向型社群（徵選／媒合），有共同理念想法 | 意向型社群（徵選／媒合），有共同理念想法 |
| 產權 | 成員個別持有                             | 成員共同持有                             | 第三方（租賃方式）                       |
| 穩定 | 產權可轉讓                               | 不得私自轉讓                             | 租戶流動不影響運作                       |
| 共享 | 需另規劃                                 | 最易實現                                 | 可實現                                   |

## 台灣合作住宅發展脈絡
過去與當前台灣的住宅供給中，已出現過類似的經驗，包括日治時期的「產業組合」，四十年代起的「住宅公用合作社」到五、六十年代蓬勃發展，七、八十年代「民間合作興建住宅社區」和21世紀近代「另類租屋」等模式，均囊括一定程度之合作意涵。

### 住宅公用合作社
依《合作社法 （页面存档备份，存于）》第3條第七項公用合作社的經營定義：得設置住宅、醫療、托老及托兒等公用設備供社員生活上使用業務。再如第二章內涵所述，合作住宅的意義相當多元，執行主體也不限於合作社，公司或NPO也都是可能的形式。然而，合作社相較於公司，具備較為民主的決策機制並可限制個人股份持有比例不得超過百分之二十避免被少數壟斷的優點；另一方面，合作社還可集資以興辦業務，NPO則較為困難，僅能接受捐款，亦無股金的概念。因此，總和分析之下，合作社為較合適執行合作住宅的執行主體。
而住宅公用合作社在台灣，自日治時期即開始發展，戰後曾流行一時，但因住宅政策更迭、營運不當等諸多因素影響，造成今天住宅合作社僅剩下基隆市第一住宅公用合作社仍持續運作的狀況。

### 民間合作興建
民間合作興建係指由民間單位以共同意向（如同事、實驗學校家長）組成，共同集資打造的合作住宅社區。案例分別有位於汐止的學人山莊，以及位於宜蘭的幸福家園實驗社區。

#### 學人山莊[5][6]
民國76年前後，由於房地產價格不斷飆漲，導致許多中收入者無法負擔，進一步造成民國78年的夜宿忠孝東路的無殼蝸牛社會運動。發起民間合作興建的團體認為，除抗議高房價外，國宅也始終無法負擔平抑房價的功能、民間住宅品質欠佳、都市土地使用分區管制無法有效執行導致居住品質低落、嚮往國外郊區居住經驗（郊區化住宅）、通勤困擾、穩定工作情緒等需求。因此，有許多人以民間能力自行集資興建與購置住宅。主要為特定企業或單位解決員工居住問題而設。
由於可利用之土地稀少、價格昂貴，置產居住相當困難，集合同仁共同投資，擇郊區山坡地集體開發，以較低廉之成本，獲得良好房屋。
中央研究院之研究人員與員工，於民國78年發起該計畫，於新北市汐止山區購買85公頃山坡地，選擇山坡地的原因，除了較為便宜之外，還有對國內高品質住宅的想像。時至79年初，團隊將計畫書送達內政部審議山坡地開發許可，由於山坡地開發法令不定而審議進度緩慢。山坡地開發涉及法令與專業龐雜，專業工程顧問公司難尋，建築經理公司專業能力不足等複雜課題。
此外，社區興建完成後，不同地形與方位產生多種不同價值，如何與參與者溝通並分配，是重大挑戰；合作住宅與一般住宅最大的差別就在於限制移轉，民間合作興建以同事為基礎，但最終仍是私有財產權，轉賣獲利是一回事，更重要的是讓住宅流入市場，引入不同於社區脈絡者，將造成社區瓦解；社區管理上，雖同為同事，但並無前期的參與與溝通過程，且社區面積龐大，管理較為困難。
此模式僅解決住宅的經濟性，也就是住宅負擔的問題，而社區網絡則較難以建立。員工服務相同的公司，除部分為理念之外，大多數以薪資多寡為主要的考量。是否具備合作住宅的主要理念（例如：意向型社群與社區永續經營等）則尚待商榷。如此的社區，目標為：「以省去被建設公司賺走的利潤，來減輕購買住宅的成本，同時得以營造出優於建設公司的住宅社區環境。」然而，此理念之下，並無對於參與規劃過程、社區實際運作以及管控的想像。

#### 幸福家園實驗計畫[7]
「教育孩子唯有愛與榜樣，讓社區裡所有好的大人與孩子陪伴他們長大」是宜蘭冬山幸福家園社區實驗計畫的核心理念，其背後是著名實驗學校的家長共同打造，透過徵選與參與式設計的過程，打造私有產權的合作住宅模式。主要理念是為下一代提供優質環境，一起「團購」社區。
2013年夏天，社區的主要夥伴參與實驗學校的課程，分享「社區圖像」報告：「希望有機會建構社區，讓夥伴成為互助互愛的社區家人，讓三元社會理念有機會在台灣這塊土地中、在社區中嘗試及實踐。」由於該實驗學校位於宜蘭，許多家長把孩子送至此，也促使鄰近地區的房價不斷上漲，因此這個實驗社區的計畫受到家長的熱烈迴響。
經過討論後，核心的主要成員於2013年底開始正式啟動，主要的核心價值，是權力生活平等、經濟生活博愛、文化生活自由等面向。期待找尋合適的人與土地，打造永續社區。
為了尊重土地並靠近學校，決定不購買農地或山坡地，而購置學校周圍的都市計畫用地，盡可能在步行10分鐘內找尋；並搭配友善環境與綠建築等理念打造，一切「夠用就好」。社區的主角是人，建築師只是協助者，每戶的家園都採取參與式設計客製化訂做自己的家，且搭配嚴格的合約與保固，提供優良的居住品質。
社區總共15戶，核心的成員在組織期間面試超過100對，約花費2年的時間培力，過程中採參與式設計，成本較周遭約便宜20%。自從購得土地至入住迄今，過程中約每一到兩個月開一次會，除了討論與凝聚共識外，也辦理社區工作坊等，持續相互熟識與討論社區規約，藉以保障彼此的權益。

### 另類租屋
相較於購置財產，租屋的門檻較低。透過徵選以及社區打造，也能將意向型社群引入住宅中。畢竟，合作住宅的關鍵並不是所有權，而是凝聚一群志同道合的夥伴。
由於房價持續高漲，對於青年與弱勢而言，僅能透過租屋居住；另一方面，不同於鄉村的緊密社區網絡，都市的人際關係疏離。因此，從台灣晚近的租屋案例中，已有相關的行動案例和政策正在努力嘗試不同發動，分別是民間市場的玖樓共生空間以及社會住宅中的青年創新回饋計畫。
BORDERLESS HOUSE TAIWAN （页面存档备份，存于）
為日本社會企業BORDERLESS JAPAN旗下的BORDERLESS HOUSE，於2014年底來台經營，以多元文化交流的居住環境主要特色，其成立宗旨為「藉由共居的形式了解不同族群的的文化、語言，進而消彌彼此的偏見」，也有語言交換、海外物件交換等特色企劃給房客們。截至2018年，在日本、韓國、台灣已經有一百多間公寓，台灣目前有近200個床位，平均一間公寓有3-4個不同國籍的室友，在日常中體驗有如國外的生活環境。

#### 玖樓共生空間（9Floor Co-Living Community）（页面存档备份，存于）
由於房價持續高漲，加上租屋市場無法提供有品質的租屋環境，晚近共租公寓如雨後春筍般出現。經營團隊承租民間住宅，重新裝潢後，找尋願意共同居住的夥伴，打造優於民間套雅房的居住經驗。
其中，成立於2015年的玖樓共生空間則是晚近相當著名的案例，首先改造10間老公寓，打造客廳、廚房成為類似咖啡館的半開放空間，簡約的設計吸引百餘位來台北尋求夢想的學生、上班族、自由工作者、國際人士。新穎的物管模式，也吸引了許多屋主合作，掀起老屋欣力的新風潮。他們持續承租民間住宅，整修並徵選認同共享空間的夥伴，共同打造新型態的社群關係的空間，至今已累積超過一百戶的住宅。
租賃性質的居住合作具一定市場潛力，尤其適合中長期居留且希望享受都市生活品質者，亦可形成意向型社群。不過，也因為租客來來去去，需設計一定的空間巧思或創新社群活動以凝聚連結，國外的合作住宅亦可接受租客形式，如何更進一步使租客建立高穩定性為其挑戰。

#### 社會住宅創新居住方案
社會住宅政策歷經民間的倡議與政府的努力，以成為台灣當前重要的住宅政策之一。然而，由於社會住宅設定的住戶部分為經濟或社會弱勢，且住戶的選擇多為抽籤，使得鄰近地區仍對於社會住宅存有負面標籤。有鑑於此，新北市與台北市都有相關案例推動。
- 青銀共居

新北市政府為提供多元型態社會住宅，委託近年來嘗試打造實體跨世代的共同生活空間的玖樓辦理相關業務，包括「三峽北大青銀共居計畫 （页面存档备份，存于）」、「永和國光青年共居計畫 （页面存档备份，存于）」、新店央北社宅「跨世代共居種子計畫 （页面存档备份，存于）」等等計畫，旨於持續回應給自己設定的挑戰；如何透過社群經營與串連，打造城市裡更友善、更有趣、更宜居的生活體驗，讓社區互相支持的概念跨越實體空間，與住民共同實踐理想生活的樣貌，重新建立社區。
在以上實務經驗裡，「三峽北大青銀共居計畫」於2017年啟動，新北市政府以三峽北大特區三戶社會住宅作為試驗場域，於106年夏天進行3天2夜共3梯次的體驗營，並於同年11月正式招租半年長居。開放期間受理件數超過70件，於107年3月春天三名銀髮族與七位青年展開為期六個月Longstay共居生活，9月進入第三期一年實驗計畫。透過媒合和生活公約的擬定，讓室友在適配的空間找到彼此適應的生活型態，藉由共識、共學、共識三階段漸進式活動安排，先穩固青銀共居核心社群，再向外擴展到社會住宅及隆恩社區的一般住戶。
至於「永和國光青年共居計畫」，前身為警察宿舍的永和國光青年住宅乃新北市第一處社會住宅，兩層樓的建築物除了二樓作為青年共居使用，一樓部分空間則成為台灣少年權益與福利促進聯盟（台少盟）進行青少年就業培力與諮詢的基地，提供社住中社福設施和元素進入社區的契機，延續青年共居及回饋共榮的精神。2018年營運至今，玖樓表示國光以青年為主，但量體很小只有七戶，經濟規模小成本相對高，考慮鄰里使用的多元性日後空間將轉型，未來視租戶合約狀況陸續轉出予社會局相關單位，完成階段性實驗任務。
- 青年創新回饋計畫

台北市政府則推動「社會住宅青年創新回饋計畫」，於每個社會住宅社區中，提出一定比例（3-5%），採取徵選模式，選擇具社區意識者為居民。目前，台北市已有四處社會住宅刻正實驗中，包含健康、興隆二期、青年一期、東明等社區。四處基地共124戶，收量近800件，可說是相當成功的一項政策。
原則上，徵選計畫的內容包含平台串聯（社區營造）、專業服務（法律諮詢、外國語言）、年長者照顧、藝術推廣、手作課程、生態環境教育、親子導向等，再依據各社會住宅的基地微調，例如興隆二期特別增加青少年與兒童關懷。
青年創新回饋計畫的居民是社區熱心的潛在種子，透過引入創新計畫的居民成立住戶自治會，並試圖擴大影響至其他一般居民。

## 發展潛力

### 高齡化
根據國家發展委員會的資料，台灣在1993年成為高齡化社會，1998年成為高齡社會，推估將於2026年邁入超高齡社會(65歲以上人口比例超過20%)。
即將進入的超高齡社會，主體是俗稱的「戰後嬰兒潮」，即第二次戰後至1960年代出生的世代。此世代的特徵是，除佔人口總量比例前所未有之龐大外，因適逢適台灣戰後經濟起飛與社會轉型，是歷史上首見「最有錢」與「觀念相對開放」的世代，在人均壽命較長的狀況下，他們有「能力」與「意願」來規劃其退休後之居住生活。
特別是，伴隨著所謂三代同堂家庭形式式微，「養兒防老」觀念已經改變，對許多長者而言，具有相同背景理念的「銀髮共住」成了另一種選擇。例如：宗教信仰、生活方式、友善性向等，都是可能成為合作住宅社區的新結構條件。另外，台灣都市化程度已達80%，鄉村地區人口稀少老化，量能不足，但都市地區過度密集，人與人的關係疏離，無法相互協助扶持，造成政府社福資源過度支出，血緣的關係無法再支撐起最低限度的安全網。高齡互助的共住形式是未來可發展的模式之一。

### 孤獨化
台灣人口數持續減少，但未來戶數卻不斷增加。過去所熟悉的核心家庭或三代同堂的居住形式逐漸減少，取而代之的是一人家戶的攀升。根據2018年第四季的統計，全台灣一人家戶數達281萬，約占總戶數的33%，較2012年增加42萬戶，在可遇見的未來將持續攀升。
單身家戶的增加，反應的是過去以家庭為系統的社會受到嚴峻挑戰。家庭的血緣關係是過往常見的社會連帶，但高齡少子以及世代觀念改變後，無子女的家戶數增加，而合作住宅正式打開社群連結的重新可能。例如，晚近相當著名的玖樓共生公寓，其對象設定為中南部上台北打拼的青年人，因畢業後不願以個人的形式入住冰冷的租屋，每天下班回家後無室友，只能面對四面牆壁，但嚮往共同居住與分享的生活，因此共同打造了共居的住宅，成功的在大台北地區營運另類租屋。

## 與現行政策比較

### 就居住可負擔角度
合作住宅是由意向型社群自我組織，透過參與式規劃以及民主決策所營運的社區。就可負擔居住之角度，其強調回歸居住本質，落實價格之可負擔，且居住穩定與有品質。
- 相較市場住宅價格可負擔

相較於自由交易、負擔較高的市場住宅，合作住宅過程中採取社群自我組織，可少去過往開發商中間獲取的利潤，減輕最後取得成本。至於機制協助的正當性，合作住宅也較市場住宅更高，因市場住宅採取自由交易且價格隨環境因素波動，且受補助後資源容易流入市場，入住者也皆為隨機（剛好付得起），使得社區營造困難度與管理成本都較高，難以減輕政府社會福利成本、發揮社區鄰里互助的精神或創造社會共享創新等。而合作住宅透過法人持有或長期承租，比租屋市場更穩定，且品質更高，能為無法購屋的國民提供一個替代選擇。
- 相較社會住宅居住穩定

社會住宅屬於社會居住安全網重要的一環，正當性無庸置疑，也是政府當前最主要推動的住宅政策。社社會住宅的可負擔性建立在政府的補貼，如租金、興建經費、融資等，打造入住者可負擔的租金標準，但合作住宅強調的是自我組織，以互助與成本內化的模式降低住宅取得與管理成本，而非大量政府補貼。
另外，當前社會住宅雖相對可負擔，但是因為資源有限且中籤機率低，皆有入住期限的設定，無法成為長久且穩定的居住選擇。無論是一般戶的六年或經濟社會弱勢的十二年，入住期限到之後必須遷出，並另行招募新住戶。

### 就資源投入角度
正是因為合作住宅的協助正當性介於市場住宅與社會住宅之間，政策協助強度也相同並進一步定調為「鼓勵與培力導向」。
- 相較市場住宅，應獲得支持協助

自由市場以利潤驅動，以建商為主體，本應透過資訊、稅制、融資等手段調控市場，但實際上政府編列大量資源補貼(房貸利息補貼、都市更新前期規劃)與獎勵政策(容積獎勵、租稅減免)協助。
相對地，合作住宅則是以需求驅動，強調民間自發能動性，理應更值得政府支持協助，且其無需大量預算資源，僅須建構機制培力，如諮詢輔導、融資貸款等，讓有意願的民眾自我組織。
- 相較社會住宅，具自我組織與營運量能

社會住宅屬於基本居住安全網，國家與社會責無旁貸，協助強度也應最高，例如興建經費、管理營運、租稅、土地、租金等。換言之，國家無補貼則無法運作。再則，社會住宅入住者缺乏自我組織的動機與條件，墊高政府在管理營運上的負擔。
至於合作住宅，應建購一套協助強度介於市場住宅與社會住宅中間。因為社會住宅的主要入住者皆為經濟與社會弱勢，但合作住宅的入住者有一定自我量能且社經資源豐富，僅需要政府推一把即可，應建立機制輔導民眾自我組織，形成正向反饋循環。
| 類型     | 市場住宅                                                                                                | 合作住宅                                                                                      | 社會住宅                                                                |
| -------- | --- | --------------------------------------------------------------------------------------------- | ----------------------------------------------------------------------- |
| 興辦模式 | 興辦標的→找人買                                                                                         | 找人集資→興辦標的                                                                             | 政府主導與補貼                                                          |
| 社區住戶 | 隨機(剛好買得起)                                                                                        | 徵選(有共同想法)                                                                              | 符合身分(一般性)                                                        |
| 規劃設計 | 一般性                                                                                                  | 共同參與                                                                                      | 一般性                                                                  |
| 社區營運 | 好鄰居→運氣好；不好的鄰居→剛剛好                                                                        | 民主決策                                                                                      | 政好鄰居→運氣好；不好的鄰居→剛剛好                                      |
| 可負擔性 | 低 (負擔高、商品化)                                                                                     | 中 (相對可負擔、穩定)                                                                         | 高 (可負擔但有期限)                                                     |
| 政策調性 | 健全市場 為利潤所驅動，資訊透明、稅制、融資等調控等。惟實際上仍藉購屋貸款利息、容積獎勵等給予大量補貼。 | 鼓勵培力 非利潤驅動，亦無須國家大量補貼。關鍵須給予民間啟動適度之鼓勵培力，形成正向反饋循環。 | 大量補貼 包含土地、經費、租稅興建營運等，換言之，國家無補貼即無法運作。 |

### 鎖定非炒作產權型態
國外合作住宅的分類不盡相同，但從台灣的脈絡中，因為市場住宅的商品化特性主導，私有產權的思維引領著社會發展，建議應從「產權」的型態切入合作住宅分析。合作住宅的核心是「居住」，並非「產權」。因此，合作住宅應為非炒作產權型態(共有、租用)。
在台灣的情境中，區分所有權的合作住宅與市場一般住宅無異，原則上可自由至市場出售，社區內部的其他夥伴只能透過「道德」規範。普遍而言，因為入住者對於社區有認同，居民願意投注心力營運，合作住宅社區的環境優美。先不論出售後因地價增值而獲利，若隨意出售不具社區營運共識的第三者，將影響整體的社區運作，長久下來將瓦解長久經營的網絡關係。
此外，在我國的法令中，私有產權屬於憲法保障的層級，即使透過特別法排除、預告登記或信託等方式盡可能閉鎖下仍有漏洞，可說是「防君子不防小人」。特別法排除，如過去訂定的《國民住宅條例》、《國軍老舊眷村改建條例》等，雖然有明訂閉鎖期內不得轉售，但實際上可簽轉讓同意書與現金交易，待閉鎖期結束後再過戶即可；而預告登記雖於過戶前敘明，但若所有權人欠款，仍無法優先於法院判決強制執行；信託的部分，雖然所有權人可將住宅信託予合作社經營，但因為是自益信託(受託人與受益人相同)，依《信託法》 （页面存档备份，存于）的63條，得隨時終止，不具保障效力。
有鑑於此，就台灣脈絡言，產權「共有」與「租用」是現階段合作住宅較佳的模式。共有產權是將土地與住宅登記在法人的名下，入住者僅擁有「使用權」。即使成員個人因健康、職涯、理念等因素離開，共有產權的「社群」仍然繼續存在，找尋下一個認同相同理念的夥伴。共有產權必須有高度的共識與組織能量，雖然在社群的組織過程可能較為冗長，但未來管理營運的較為順暢，空間共享的程度更高。由於過程中採取互助與成本內化，住宅相對可負擔，且能抑制炒作（住宅不進入市場），建議提供必要制度鼓勵民眾自辦。
而租用模式則是向其他個人或法人承租並招募有共同意向的住戶，長期、穩定且可負擔的居住。由於財務門檻較低，經濟永續性最高，也能抑制市場炒作，因出租價格為定價，不因住戶進出而改變。租用的形式類似社會住宅，應提供最高強度的協助。
綜上，合作住宅政策介入協助應鎖定以非炒作產權型態為限，以進一步體現政策資源投入之正當性。
|                      | 私有產權                                 | 共有產權(法人持有)                       | 租用                                     |
| -------------------- | ---------------------------------------- | ---------------------------------------- | ---------------------------------------- |
| 成員                 | 意向型社群（徵選／媒合），有共同理念想法 | 意向型社群（徵選／媒合），有共同理念想法 | 意向型社群（徵選／媒合），有共同理念想法 |
| 產權                 | 個別持有                                 | 共同持有                                 | 長期租賃權                               |
| 可負擔(經濟永續)     | 低                                       | 中                                       | 高                                       |
| 抑制市場炒作(外部性) | 低                                       | 高                                       | 中                                       |

## 合作住宅於住宅政策之定位[9]
當前的住宅政策中並未被納入，也無具體法令與鼓勵協助機制。然就與居住相關的上位國際公約與國內法令，皆揭示政府應積極完善合作住宅相關法令與機制

### 國際公約
- 經濟社會文化權利國際公約 （页面存档备份，存于）

依第四號一般性意見「適足住房權」中，提到「適足的住房之人權源自於相當的生活水準之權利，對享有所有經濟、社會及文化權利是至關重要的」。更具體來說，其中包含「文化適足性」，住宅的生產,、，應提供多樣化的選擇，支持文化多樣性，並以包容的模式建造多樣之住宅,確保社會永續發展。不論國家處於何種狀態，應致力於群體的「自助(self-help)」住宅供給模式，並應以「扶持策略」全面鼓勵並履行適足住房權。
- 人居三大會(Habitat III) （页面存档备份，存于）

「新都市議程」(New Urban Agenda) （页面存档备份，存于）中，合作住宅可視為一種「居住的社會化生產」。具體於新都市議程執行計畫的第三十一項：「我們承諾推動國家、國家以下和地方各級的住房政策，這些政策應能為逐步實現人人享有適當生活水準全所含的適當住房權提供支持，消除一切形式的歧視與暴力，防止任意迫遷；著重滿足無家可歸者、處境脆弱者、低收入群體和身心障礙者的需要，同時便利社區和相關利益攸關方參加和參與這些政策的規劃和執行，包括國家立法和標準，支持社會合建社區。」

### 國內法令
- 《憲法》 （页面存档备份，存于）

在第三節國民經濟中，第 145 條明訂「國家對於私人財富及私營事業，認為有妨害國計民生之平衡發展者，應以法律限制之。合作事業應受國家之獎勵與扶助。」足見合作經濟受國家協助的公益性、正當性與必要性。過往長期因政府機關施政忽視以及部分合作社經營無合作之實，合作經濟長期不受重視且國民對於合作社並不熟悉。
- 《住宅法》 （页面存档备份，存于）

第 1 條：「為保障國民居住權益,健全住宅市場，提升居住品質，使全體國民居住於適宜之住宅且享有尊嚴之居住環境，特制定本法。」該法中於 100 年 12 月 30 日制定(106 年 1 月 11 日修正)，是台灣第一部針對整體住宅政策規範的特別法。其中，協助民眾自有住宅(住宅補貼、居住品質、居住市場)與租賃住宅(住宅補貼、社會住宅、居住市場)皆有相對應法源機制，但民間自我組織的合作住宅並無法令援助。
- 《合作社法》

第 1 條：「為健全合作制度，扶助推展合作事業，以發展國民經濟，增進社會福祉，特制定本法。」該法於 23 年 3 月 1 日制定，歷經八次修訂，最近一次為 104 年 6 月 3 日修正公布。《合作社》法主要為社務的規範，具體的業務發展應回到各目的事業主管機關，例如：生產運銷(農委會)、運輸(交通部)、醫療(衛福部)、住宅(內政部)等。另，雖然第 7-1條中，明定政府應提供多元化獎勵及扶助措施，落實合作社之獎助，設置合作事業發展基金，但因預算以及主計單位管制，目前並未開始運作。
| 類型     | 市場供給 | 合作住宅 | 國家供給                                                                             |
| -------- | --- | --- | ------------------------------------------------------------------------------------ |
| 面向     | 自由市場交易 | 意向型社群自我組織 | 居住安全網                                                                           |
| 運作模式 | 以銷售和主流需求為導向，住戶只是「剛好買的起」 | 以民主決策的機制參與全部過程，凝聚社群共同理念與參與式規劃而成 | 由政府編列預算補貼，以抽籤或排序分配                                                 |
| 政策法令 | 市場管理 1. 實價登錄 2. 房地合一稅 3. 融資體系 4. 租屋市場 補貼協助 1. 自建貸款利息補貼 2. 購屋貸款利息補貼 3. 修繕利息補貼（補助） 4. 國民住宅 5. 無障礙住宅 6. 都更條例 7. 危老條例 | 無定位及對應政策機制 1. 經濟社會文化權利國際公約第四號一般性意見「適足住房權」：應致力於群體的「自助（self-help）」住宅供給。 2. 人居三大會「新都市議程」：合作住宅可視為一種「居住的社會化生產」。 3. 《憲法》第145條：合作事業應受國家之獎勵與扶助。 4. 《住宅法》第1條：全體國民居住於適宜之住宅且享有尊嚴之居住環境，特制定本法。 5. 《合作社法》第1條：健全合作制度，扶助推展合作事業。 | 租金補貼 1. 租金補貼 2. 其他補貼 社會住宅 1. 直接興建 2. 包租代管 預計2024年達20萬戶 |

## 目前推動之困難與問題[2]

### 法令定義不明
合作住宅屬於多元住宅政策中的其中一環。我國的法令中，主管住宅業務的法令為《住宅法》。其中，依第三條各類住宅的定義分別有，「住宅」、「社會住宅」、「公益出租人」等，但並無對於合作住宅的清楚定義，使得相關機關並無法令依據執行，國民也無法掌握正式意涵。
另，合作住宅主要的潛在主體是合作社。而《合作社法》僅針對社務規範如經營業務範疇、成立要件、社員社股及餘絀處理、社務及組織運作（理監事及會議、監督、解散及清算等）。住宅公用合作社是依《合作社法》第3條第7項的內容經營住宅業務，並不涉及合作住宅運作的內涵與協助機制等。

### 教育推廣不足
社會大眾對於合作住宅相對陌生，且興辦之專業知識及技能不足，許多觀念有待加強及釐清，並需要相關專業的協助。建議仿效德國及韓國相關經驗，基於公益原則及正向外部性，於推動合作住宅起始階段，應由政府部門協助提撥一定之資源成立專業輔導平台，推廣相關理念，並提供專業協助或擔任專業媒合角色。
目前並無法令授權，但是在《住宅法》體系與都市更新的範疇中，推動社會住宅、推廣租屋服務事業方面有可類比之相關法令可參照，而都市更新更是成立「臺灣金融聯合都市更新服務公司」。
社會住宅的推廣上，訂定《內政部營建署補（捐）助民間團體辦理住宅政策及社會住宅宣導相關活動經費作業要點》，補助項目包括：舉辦住宅政策及社會住宅宣導相關演講、座談會、研討會、論壇、交流、參訪、宣導或推廣等活動。
《住宅法》第52條，主管機關為提升租屋市場健全發展，應研擬住宅租賃發展政策，研擬短、中長期計畫，並就租屋市場資訊、媒合服務、專業管理協助及糾紛諮詢等提供相關服務。
此外，為推動都市更新與都市危險老舊建築物重建，建立協力平台與創新服務機制，成立「臺灣金融聯合都市更新服務公司」。由台灣銀行、土地銀行、合作金庫、華南銀行、彰化銀行、兆豐銀行、中小企業銀行、台灣金聯資產管理股份有限公司、全國農業金庫等共同成立。於107年3月30日開始營運，董監事包括中央及長官及各股東代表，是一個專門執行老舊建物改建的專責公司，具體的服務有前期整合規劃、中期融資財務規劃與後期營建產權管理等一條龍專業服務管理。

### 先期培力缺乏
合作住宅在台灣屬於剛起步的政策，除了教育推廣外，應積極加強先期培力，避免民眾誤解導致政策效果不符預期。合作住宅的關鍵是社群，如何凝聚具共同意向的群體是首要關鍵，例如互助共老、弱勢互助、親子共學等。待團體共識確認後，也需諸多專業知識與技能的協助，例如財務規劃、建築設計、產權登記等，需耗費諸多人力與時間，並非一般日常購買財貨所能比擬。因此，初期建議應由政府帶頭，委託民間團體培力潛在團體，提供專業知識。
目前並無法令協助合作住宅先期培力，但於都市更新的範疇內有諸多機制可參考。專業諮詢方面，台北市政府於各行政區委託民間成立「都市再生願景工作站」，接受民眾諮詢都市更新業務。
另外，專業服務上，政府為推動都市更新與危險老舊建物重建，中央政府與八大公股銀行共同成立「臺灣金融聯合都市更新服務公司」，提供完整的一條龍服務，從前期整合、財務規劃、建築設計到產權管理等，是一個可參照的案例。

### 土地取得困難
土地與建物的取得對於無論是私有或公有都相當困難。私有部分，因長期稅制較低且民間投資風氣較盛，使得土地價格昂貴，取得不易。尤其在都會地區，房價並非一般民眾可以負擔，許多住宅合作社皆表示土地是推動過程中最困難的面向。
因此，公有土地的釋出成為可能的希望之一。在實際運作的過程中，使用公有土地面臨資訊取得以及既有法規限制的困境。目前財政部國有財產署各分署網站，雖有公開標售及標租土地相關資訊，供公眾查詢閱覽，然網站上標售/標租土地資料主要為公有非公用土地短期內未有利用計畫的土地，對於有意興辦合作住宅的團體和民眾，並無簡單方便的管道查詢公有非公用土地資訊。
台中市友善住宅公用合作社則提及，在土地資源的尋找過程中困難重重。私有土地方面，都市的價格昂貴，但鄉村的距離既有生活圈過於遙遠，使得該合作社自2018年組成後，土地的找尋遲遲無法進展。而公有土地則受限於法規的限制，多以價高者得的形式釋出，不利於合作住宅爭取。
當前並無取得合作住宅標的的法令途徑。從國有非公用、都市計畫變更回饋與整體開發等幾個面向分析當前土地取得的困難之處。

### 融資市場不友善
不同於銀行所熟悉的市場住宅開發模式，合作住宅為民眾集資，以非營利的模式，透過長期租金攤還，且貸款主體為住宅合作社。一般金融機構不僅對於合作住宅內涵不熟悉，對於合作社申貸案件也較有疑慮。
同時，若以公有土地設定地上權方式申請貸款，現行一般金融機構針對地上權抵押貸款案件之條件亦較嚴苛，例如貸款成數低、利率較高等情況，不利以設定地上權方式申請貸款的案件與案主。
與合作住宅直接相關的《住宅法》以及《合作社法》皆無擔保機制。《住宅法》第7條規定住宅基金來源，而《住宅基金收支保管及運用辦法》的內容主要以經費補貼為主，如租金補貼、利息差額補貼、墊款、業務支出等，而非融資擔保；《合作社法》第7-1條中雖有成立合作事業基金法源，但至今尚未開始運作。
台灣現有制度中，針對融資擔保，主要有中小企業融資與中長期資金。面對中小企業擔保品不足之問題，設立財團法人中小企業信用保證基金，提供信用保證機制，排除中小企業申請融資時擔保品欠缺之障礙，提高金融機構辦理中小企業融資意願，但該保證基金僅限於企業與創業個人。
國家發展委員會之中長期資金運用，係針對10億元以上政府重大建設及1億元以上民間投資計畫，運用郵政儲金轉存各銀行支應。但是，該基金僅限民間企業申請。
現行銀行法第38條，銀行對購買或建造住宅或企業用建築，得辦理中、長期放款，其最長期限不得超過三十年。但對於無自用住宅者購買自用住宅之放款，不在此限。故未來住宅合作社貸款條件亦受限於銀行法第38條所規範，亦即貸款期限不得超過30年，應積極放寬年限。

### 稅務認定有疑義
合作住宅持有方式特殊。為了維繫社區運作與防止產權任意市場化，產權登記為住宅合作社所有，實質為社員（住戶）自住，但在稅務認定上可能被誤以為屬單一所有人（法人）持有多戶房屋狀態，將被課以較重的稅率，使得住宅合作社之持有成本提高，不利於合作住宅經營管理。由於合作住宅的住戶皆為自住，不應課以非自住之稅率。
基隆第一住宅公用合作社將住宅以可負擔的標準承租社員，但在持有稅卻被認定為多屋持有。不同於民間市場出租為營利，住宅合作社提供住宅的目的是服務社員，但目前的認定較有疑義。租稅成本的增加，變相墊高入住者的租金。
目前法規將以多戶持有認定，但參照其他法規有減免，例如：於《住宅法》中減免社會住宅之土地稅、房屋稅、所得稅、營業稅等；於《租賃住宅市場及發展條例》減免社會住宅之土地稅、房屋稅、所得稅；於《土地稅法》、《房屋稅條例》針對特別項目減免等。
| 課題           | 現象描述                                                                                | 法令現況（課題或其他參照） |
| -------------- | --------------------------------------------------------------------------------------- | --- |
| 法令定義不明   | 1. 位階未明確 2. 定義不明                                                               | 1. 《住宅法》：僅有住宅、社會住宅、公益出租人。 2. 《合作社法》：僅針對社務規範，無其他獎助業務之相關措施                                                             |
| 教育推廣不足   | 社會大眾對合作住宅相對陌生                                                              | 1. 住宅政策及社會住宅宣傳活動經費作業要點 2. 推廣助益租屋服務之相關計畫活動（《住宅法》第52條） 3. 為推動都市更新與老舊建物改建，成立「臺灣金融聯合都市更新服務公司」 |
| 先期培力缺乏   | 專業知識不足，如社群組織、財務規劃、建築設計、地政產權等                                | 1. 臺北市政府委託民間單位，成立「都市再生願景工作站」 2. 「臺灣金融聯合都市更新服務公司」提供一條龍服務                                                               |
| 土地取得困難   | 1. 私有土地價格昂貴，取得不易 2. 閒置之公有土地房舍資訊取得不易，且租期有限、競價高者得 | 1. 公有非公用：價高者得、承租期短（20年） 2. 都市計畫變更回饋：回饋基地小，難以使用 3. 整體開發：標售為主、價高者得                                                   |
| 融資市場不友善 | 1. 銀行對合作住宅內涵及合作社不熟悉 2. 貸款成數低、利率較高                             | 1. 《住宅法》與《合作社》法無相關機制 2. 融資擔保：僅限企業與創業個人(中小企業信用保證基金與國家發展委員會中長期融資)                                                 |
| 稅務認定有疑義 | 合作社持有方式特殊，恐被認定為法人多戶持有，或是租賃營利行為，將墊高相關稅賦給付        | 1. 社會住宅：《住宅法》（減免房屋稅、地價稅、所得稅） 2. 租賃住宅：《租賃住宅市場及發展條例》（減免房屋稅、地價稅、所得稅）                                           |

## 延伸閱讀
- McCamant, Kathryn; Durrett, Charles. Cohousing: A Contemporary Approach to Housing Ourselves (2nd Edition), Ten Speed Press, 1994, ISBN 0898155398.
- Meltzer, Graham S.  "Sustainable Community: Learning from the Cohousing Model." Victoria, B.C.: Trafford Press, 2005, ISBN 1412049946.
- ScottHanson, Chris; ScottHanson, Kelly.  The Cohousing Handbook: Building a Place for Community (2nd Edition).  Gabriola Island, B.C.: New Society Publishers, 2005 ISBN 0-86571-517-3.
- Williams, Jo. Designing neighbourhoods for social interaction: The case of cohousing, " Journal of Urban Design," 2005, Vol.10, No. 2, 195-227.
- Diggers and Dreamers（页面存档备份，存于）

## 外部連結
- （英文） Coho/US list of U.S.Cohousing communities
- （英文） Communities Self-Identifying as "Uses Cohousing Model" in FIC's Communities Directory（页面存档备份，存于）
- （英文） Barry Yeoman, Rethinking the Commune（页面存档备份，存于）, AARP: The Magazine
- （英文） Eco-Village and Cohousing Association of New Zealand --EVCNZ（页面存档备份，存于）
- （英文） First (and only completed) Cohousing community in New Zealand（页面存档备份，存于）
- （英文） Canadian Cohousing Network（页面存档备份，存于）
- （英文） Lancaster Cohousing - New Cohousing Community in UK（页面存档备份，存于）

## 媒體
- Google Videos on Cohousing (Several videos at Cohousing locations and news items)
- Voices of Cohousing: Rebuilding villages in the city  (Documentary)
- Cohousing Interviews with Charles Durrett  (Several videos about Cohousing)